# 30 يوم في العز (فلم)
30 يوم في العز هو فيلم مصري كوميدي، من إخراج هاني حمدي وتأليف سيد السبكي، الفيلم من بطولة طاهر فاروز وسعد الصغير وأحمد فلوكس وسليمان عيد وشيماء سيف، تم عرض الفيلم تاريخ 5 يوليو 2016.
تاريخ عرض الفيلم يوافق عشية عيد الفطر لسنة 1437 هـ.

## القصة
يحاول مجموعة من المجرمين الفارين من السجن مساعدة راقصة أجنبية لكي تستعيد الملهى الليلي الخاص بها

## بطولة
- طاهر فاروز (سيد بلكونة)
- شيماء سيف
- سليمان عيد (سلوكة)
- أحمد فلوكس (عدوي)
- سعد الصغير (منسي)
- صافينار (شفيقة)
- محمود الليثي (عطوة القرد)
- نهى صالح
- هشام إسماعيل (الغزولي)
- محسن منصور
- نرمين ماهر (توحيدة)

## طاقم العمل
- هاني حمدي (مخرج)
- سيد السبكي (قصة وسيناريو وحوار)
- أحمد السبكي (منتج)
- أحمد عبد القادر (مدير التصوير)
- إسلام جودة (مكساج)
- محمود حسن (ستايلست)
- تامر كامل (ديكور)
- مينا فهيم (مونتاج)

## روابط خارجية
- 30 يوم في العز على موقع IMDb (الإنجليزية)
- 30 يوم في العز على موقع الدهليز
- 30 يوم في العز على موقع قاعدة بيانات الأفلام العربية
- 30 يوم في العز على موقع قاعدة بيانات الفيلم (الإنجليزية)
- 30 يوم في العز على موقع ليتربوكسد (الإنجليزية)